# 北陸トンネル火災事故
北陸トンネル火災事故（ほくりくトンネルかさいじこ）は、1972年（昭和47年）11月6日未明に福井県敦賀市の北陸本線（現在のハピラインふくい線）敦賀駅 - 南今庄駅間にある北陸トンネル（総延長13,870m）で発生した列車火災事故のことである。
火災対策の不備により、乗客乗員に多数の死傷者を出す大惨事となった。

## 事故概要
1972年（昭和47年）11月6日、午前1時8分から9分にかけて、福井県敦賀市の日本国有鉄道（国鉄）北陸本線「北陸トンネル」下り線を走行中の大阪発青森行き下り急行「きたぐに号」（501列車・15両編成）の食堂車喫煙室から火災が発生し、同列車は敦賀口から5.3km付近の北陸トンネル内で緊急停止した。乗務員らの手によって消火作業が行われたが鎮火の見通しが立たず、規程に従って火災車両の切り離しを2か所で実施したが、作業完了までに約40分を要した。火災車両の切離し完了後に列車を運転再開してトンネル内から脱出させようと試みられたが、その矢先に火煙を媒介とした架線とトンネル壁面間（または樋間）の放電短絡によって送電停止に陥ったことで列車を動かすことができなくなり、自力走行によるトンネル内からの脱出は不可能になった。
送電停止の影響によって約760人の乗客乗員は、その多くは猛煙が充満した暗闇のトンネル内に留まり救助を待つか、またはトンネル出口へ向けて徒歩で自力避難せざるを得なくなった。一部の乗客は、北陸トンネル内に緊急停車していた上り列車や救助要請により出動した救援列車により救出された。
国鉄および消防当局による救助活動は、敦賀口と今庄口の両側坑口から、また一部は斜坑から実施されたが、猛煙に阻まれいずれも難航した。総延長約14kmという長大トンネルの中間部で発生した車両火災であるため、直接的な消火活動は一切できず、自然鎮火を待つしかなかった。火災発生から約8時間半後の午前9時30分ごろに火災は自然鎮火により収まったが、全ての乗客乗員をトンネル内から救出するのに約10時間半を要した。
火災事故の結果、食堂車1両が全焼し、客車1両が部分焼損した。人的被害は、一酸化炭素中毒などで30人が死亡、煙を多量に吸い込んだ影響により714人が重軽傷を負い、国鉄の車両火災事故において最大級の惨事となった。火災事故から1週間が経過してから北陸トンネル内で乗客1人が死亡したまま置き去りにされていたことが発覚し、改めて国鉄の不手際に世間の非難が集中した。
火災の原因は、食堂車喫煙室に設置されたソファ下の電気暖房器具・配線接続部の締め付け不良による異常過熱から床材が炭化して漏電が起こり、グラファイト化現象が発生して木製の床板が発火したためだった。火災を起こした食堂車は、難燃性能が極めて低く、床材は一部を除いて木製であり、また内装材やテーブル､椅子などの装備品は可燃物だったことから延焼拡大の一因となった。
敦賀美方消防組合消防本部は、北陸トンネル内での万が一の列車火災事故発生による被害を懸念し、同トンネルを管轄する国鉄・金沢鉄道管理局および国鉄本社に対して同トンネル内の防災保安対策を講じるよう再三にわたり要望を出していたが、同管理局および国鉄本社は、電化区間での火災事故リスクは低いと主張し、対策には膨大な経費が掛かることを理由に竪坑や斜坑を排煙設備に充てるなど「既存の規程で対処する」として同トンネル内の安全対策に消極的な態度を示し､ほとんど改善を図っていなかった。
火災事故による人的被害拡大の責任を問われ、事故当時の国鉄・金沢鉄道管理局長および「きたぐに号」の運行に携わっていた専務車掌と機関士の計3名が業務上過失致死傷容疑で書類送検されたが、上記同罪で起訴されたのは専務車掌と機関士の2名だった。元金鉄局長については巨大組織内の複雑な人事や職務権限の細分化などを理由に刑事責任は追及できないとして不起訴処分となった。
刑事裁判は約6年の審理を経て2名の被告に対して1980年（昭和55年）11月25日に福井地方裁判所で判決が下された。福井地裁は、本件火災事故は乗務員の過失責任による事故でもなく、システム災害の要素が強い火災事故であることから運転規程などに基づいて両被告が取った一連の事故回避措置に問題は無く、予期しない状況が次々に発生したことによって規定や手順にない臨機の措置を取ったとしても注意義務違反とはいえず、従って両被告について結果に対する業務上の過失責任は問えない､として専務車掌と機関士の両被告に「無罪」を言い渡した。また国鉄の長大トンネルにおける火災対策の不備については､その責任が追及されることもなく、判決文でわずかに言及されたにとどまった。
刑事訴訟の審理では、火災車両をトンネル内から脱出させるために延焼状態の車両であっても走行を継続すべきか否かの是非が問われたことから、科学的見地からトンネル内で列車火災が発生した場合の燃焼過程や走行状況を調べるため、実際に車両火災を再現した列車をトンネル内で走らせる火災走行実験が実施された。国鉄では、長大トンネルなどの鉄道施設での火災対策を総合的に調査および審議し、対策技術の確立を図るために部外から各専門分野の学者を招聘して「鉄道火災技術対策委員会」を設置し、再発防止に向けた様々な提言がおこなわれた。
700名を超える多くの乗客が長大トンネルの中央部から出口に向かって徒歩で長距離を避難する際に多量の煙や有毒ガスを吸い込んだことで「北陸トンネル災害症」と呼ばれる後遺症を負った。死亡者遺族に対しての損害賠償については、1973年9月までに遺族と国鉄との間で話し合いがまとまり、最低額でも死亡者1人あたり1,000万円かそれ以上の支払いとし、平均額は1,200万円前後で総額約3億4,400万円の支払いとなった。
負傷者に対する補償交渉は､金額面や条件で折り合いが付かずに難航したことから、火災事故後わずか1か月で乗客や遺族によって「北陸トンネル事故被災者の会」が結成された。北陸三県や近畿圏などの被害者175名が総額約15億円､1人につき一率に220万円などの支払いを国鉄に求めて福井地裁および新潟地裁に損害賠償請求訴訟を提起した。被告の国鉄は、負傷者全員に対する同額一律の損害賠償金の支払いを拒否し、火災事故の責任については「検証されるべき」として否定的な考えを示した。
1978年（昭和53年）9月16日に原告被告双方の間で和解が成立し、国鉄は「生死のさまよい料（定額分慰謝料）」を3ランクに分けて乗客全員に支払うことで合意した。損害賠償金の支払いは総額で治療費および和解・示談金を併せて約8億6,000万円に達した。原告のうち後遺症患者（48人）および準後遺症患者（44人）として認定された負傷者には、新たな障害が発生した場合には国鉄側は誠意を持って対応することでも合意した。
運輸省は、事故当日（1972年11月6日）に国鉄監査委員会に対して特別監査命令を出し､事故の翌年1月16日に同委員会は「北陸トンネル特別監査報告書」をとりまとめた。特別監査報告書では、事故の責任はすべて国鉄にあることを明確に結論付け、特に排煙対策に力を入れるよう提言した。
火災事故後の安全対策および事故再発防止策としては、運行規程や規則の改定、救難体制および災害発生時の対処見直し、車両の難燃化および車両内の消火設備強化、車両機材および設備の技術的改良、トンネル内一斉点灯の照明確保、非常用電話および通信機器の増設、歩行路および消火栓の設置､長大トンネルの坑口傍に防毒マスクなどの救難用装備を備蓄、救難用牽引車および消防車両の配備などが図られた。

## 火災事故の経過

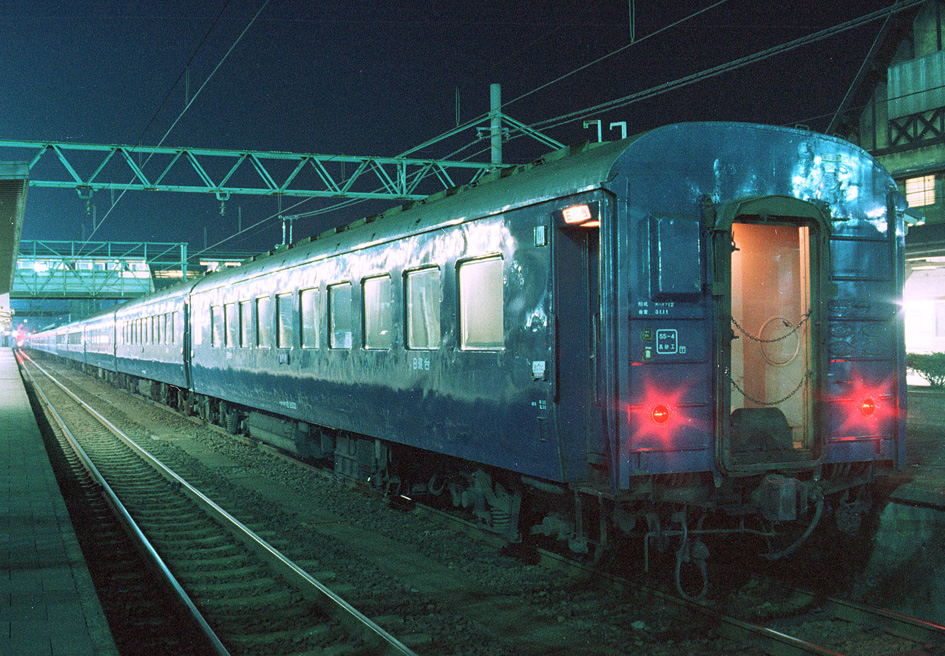
10系寝台車を組み込んだ「きたぐに」。写真の編成は事故後のもので、防火対策として座席車は12系に置換えられている。

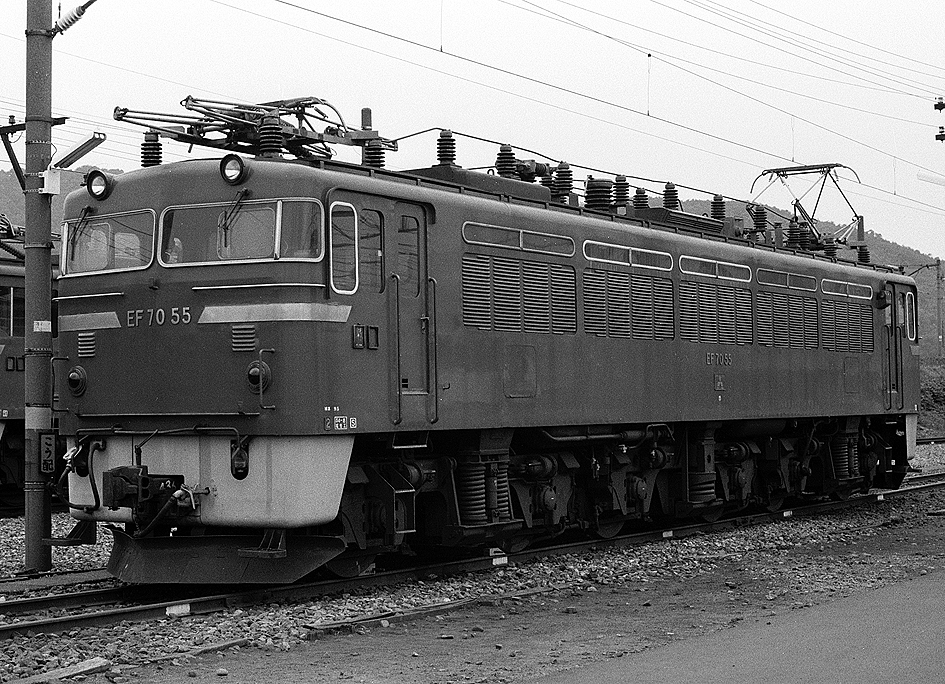
「きたぐに」を牽引していた同型のEF70

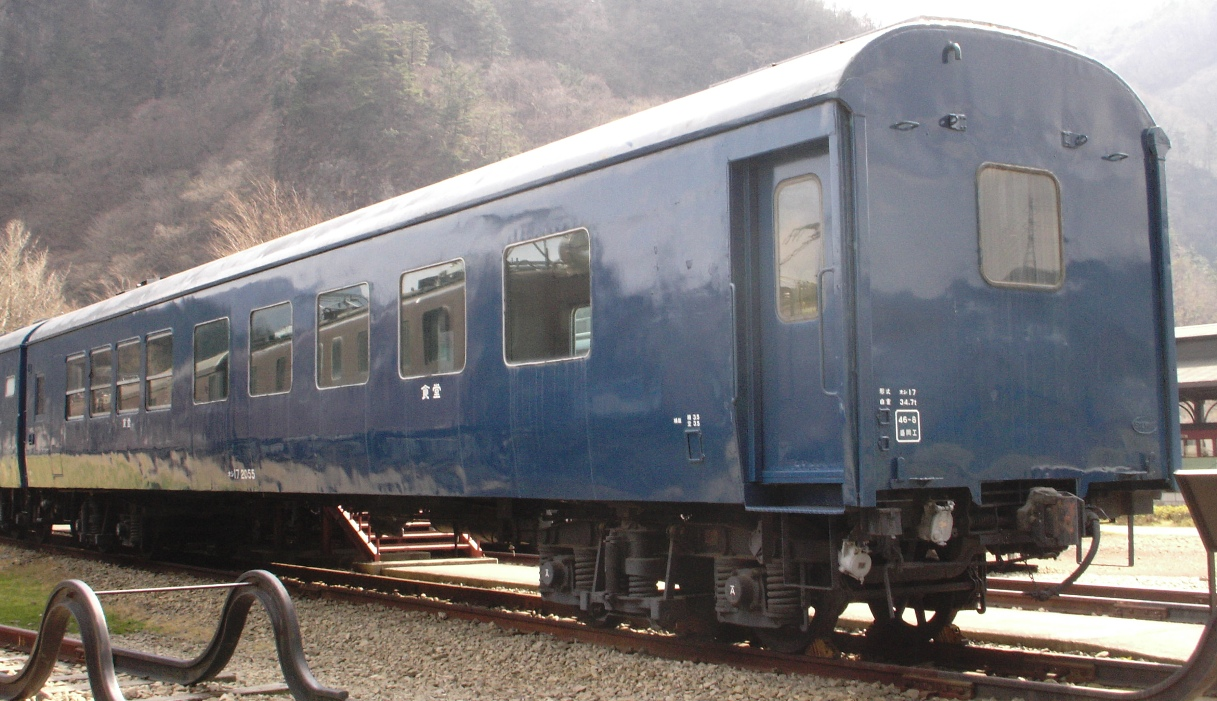
火災事故車両と同型のオシ17から改造された教習車オヤ17。碓氷峠鉄道文化むらの保存に際してオシ17時代の車体表記にされているが、妻面の貫通路はオヤ17時代に閉塞されたままになっている。

1時8分ないし9分頃、北陸トンネル内を走行中の大阪発青森行き急行501列車「きたぐに」（EF70 62牽引、10系客車12両+スハ43形+スロ62形+マニ37形）の食堂車（3号車）（オシ17 2018）喫煙室設置の椅子下面から火災が発生した。
食堂車喫煙室の火炎と異臭に気付いた乗客からの通報を受けた専務車掌の非常ブレーキ操作および無線連絡と機関士の非常停止措置により、1時13分に列車は運転規程に基づいて北陸トンネル内の敦賀口から5.3km、今庄口から8.57km地点に緊急停止した。乗務員らは、列車内に備え付けられた消火器や食堂車調理室の水を使い消火作業を開始したが、出火元の喫煙室・椅子下面は鉄製の鉄板で覆われていたため消火作業の効果は殆どみられなかった。そのうちに火勢が強まり、鎮火は不可能と判断したため、1時21分ごろに専務車掌と機関士の協議により2号車と3号車（食堂車）間の切り離し作業に取りかかった。
1時28分頃には機関助士がトンネル内の電話設備を利用して今庄駅に火災通報・状況報告および救援要請を行った。1時34分頃に車両切り離し作業は完了し、火災車両より後方の残留4両を孤立させるため前部車両（11両）を数ｍ移動させた。1時39分には前部車両を電話設備の真横に付けるため、さらに列車を70数ｍ前進させた。1時40分過ぎから機関士と機関士助手は、引き続き火災車両（食堂車・3号車）より前部の4号車と5号車間を切り離す作業に取りかかった。
4号車と5号車間の切り離しは1時50分頃には終了した。しかし1時52分頃、車両間の切り離し（連結器解錠）を確認しようと前部車両9両を数ｍ前進させようとしたところ、火災の影響による架線とトンネル壁面（漏水用樋）間の放電短絡現象によって「き電停止（送電停止）」に陥ったため、列車は身動きが取れない状態になった。指導機関士からの電話連絡によって再三にわたる送電再開の要請が行われたが、金沢鉄道管理局列車指令と同電力指令室は送電再開による架線溶断や感電事故などの二次被害を懸念し要請を保留、引き続きの調査指示に留めた。これにより「きたぐに号」前部車両9両は、北陸トンネル内から緊急脱出する機会を失った。
深夜帯に発生した事故であり、列車編成前部に連結されていた寝台車では多くの乗客が就寝中であったことや、煙がひどく視界が悪かったことなども影響し、避難救助は難航を極めた。列車の停止した箇所がトンネルのほぼ中央で乗客が徒歩で脱出するにはあまりにも遠かったこと、消火器以外の消火設備が皆無で、管轄の消防組織には排煙車の配置もなく、またホースをトンネル内に延展することもできなかったことから、消火作業は何もできず、歩いて救助に行くことしかできなかったとされる。
事故発生から数時間後、国鉄職員、警察、消防団員らを乗せた救援列車がトンネルに入り、多くの取り残された乗客を救助したものの、火元の列車には煙に阻まれるなど二次災害の恐れがあったことから、近づけないままやむなく引き返すことになった。救助に向かうにしても、消火に向かうにしても厳しい条件下での事故だった。
国鉄から敦賀側の敦賀美方消防組合への通報は、国鉄が災害対策本部を設置した10分後の1時51分で、発生から約40分程度の時間が経過していた。同じく今庄側の南越消防組合に通報があったのは2時7分で、発生から1時間近くが経過していた。
また、消防隊がトンネルに到着した時点では国鉄職員が現場にいなかったことや、消防が救援のため敦賀駅構内のモーターカーの出動を要請したが、当初対策本部に「鉄道管理局の許可が必要」と拒否されるなど、緊急事態にもかかわらず形式的で硬直化した対応をとるなど、国鉄の対応は後手に回った。
当時、国鉄は「電化されたトンネル内で火災は発生し得ない」との見解を示していた立場から、排煙設備や消火設備を一切設置せず、別経路の避難口もなく、トンネル内の照明も労働組合から「運転の妨げになる」という反発があったため、消灯していた。
最終的に30人（うち1人は指導機関士）が死亡し、714人が負傷する事態となった。死者は30人中29人が一酸化炭素中毒死（残る1人は避難時に水の溜まっていた排水溝に転落して溺れたことによる溺死）と断定された。
1時40分頃、上り線を急行506M列車「立山3号」（475系電車）が走行していたが、軌道短絡器設置による停止信号によりトンネル内にある木ノ芽信号場（事故現場から約2 km手前）で停止した。その後、軌道短絡器が軌道から外れ（「きたぐに」から脱出した避難者が接触して外れたか蹴り飛ばしたものと推定されているが、原因は不明）、21分後に信号機が進行現示になり、運転士は異常を感じつつも徐行で出発させた。その後、300 mほど進んだところで「きたぐに」から逃げてきた乗客を発見したため、「立山3号」はこの地点で急遽運転を打ち切り、ドアを開放し225人を救助した。しかし、車内に煙と臭いが立ち込めてきたことから、乗務員は二次災害の危険があると判断し、取り残された人間の助けを求める声は聞こえていたものの、その場から後退してトンネルを今庄側に逆走しながら脱出した。「立山3号」にとって幸運だったのは、事故現場との間に交・交セクションが存在したため「きたぐに」の停車区間では停電していたにもかかわらず、今庄方にわずか2 kmほどの「立山3号」の位置では給電が継続されていたことである。
なお、トンネル内の漏水を誘導する樋が熱で溶け、架線に触れて停電した点については、その後の熱で再度架線から外れてショートが解消されたため、死亡した指導機関士が連絡をした時、送電を再開すれば自力脱出が可能であったのではという意見がある。しかしながら事故発生時の状況から停電の発生原因の把握は困難であり、原因が特定されないまま、一般の送電線路とは違う状況のトンネル内の架線に対する交流2万ボルトの特別高圧の再送電は二次被害が起きる可能性が大きく、送電再開を断念する判断はやむを得なかったと考えられている。

## 時系列表
火災事故の経過を時系列表で以下に示す（発災から24時間以内）。
| 時刻     | 出来事 |
| -------- | --- |
| 01:04    | 「きたぐに号」定刻（01:02）より2分遅れで敦賀駅を発車 |
| 01:07    | 「きたぐに号」北陸トンネルへ進入 |
| 01:08-09 | 2号車デッキにいた乗客が食堂車喫煙室（3号車）で火災を発見し車掌に通報 |
| 01:09    | 専務車掌と乗務指導掛、火災を現認。列車内の消火器数本を使って消火を試みるも火勢は衰えず |
| 01:12    | 専務車掌による非常弁操作､機関車への無線通報により機関士が非常制動を掛ける |
| 01:13    | 「きたぐに号」北陸トンネル内､敦賀口から5.3kmの地点で緊急停止 |
| 01:14    | 車掌および食堂車従業員が食堂車調理室の水を使用して消火活動を開始するも火勢は衰えず |
| 01:18    | 専務車掌、火元の可能性がある台車および床下を点検。異常は発見できず |
| 01:18    | 食堂車での消火活動が中断される |
| 01:20    | 専務車掌と機関士、消火活動中断による事後協議を開始 |
| 01:21    | 専務車掌と機関士の協議により、火災車両を切り離す決断をする（第一次切り離し作業） |
| 01:21    | 他の乗務員へ車両切り離しの決断を伝達。切り離し作業に備えて転動防止措置、通電停止措置が取られる |
| 01:23    | 上り急行「立山3号」定時（01:23）に今庄駅を通過 |
| 01:25    | 食堂車から食堂車従業員をはじめとする乗務員全員が退避 |
| 01:25    | 「きたぐに号」の緊急停止位置から400m後方に後続の下り2565貨物列車が緊急停車 |
| 01:28    | 機関助士、トンネル内の電話で今庄駅へ火災通報、車両切り離し報告、救援要請を行う。上り列車への注意喚起のため発煙筒に点火 |
| 01:31    | 専務車掌、上り線線路上に軌道短絡器を設置 |
| 01:31    | 「立山3号」北陸トンネル内の木ノ芽信号場・信号機から600m手前付近を走行中、同信号機が「停止（赤）」を現示したため信号機の100m手前で停止 |
| 01:33    | 「立山3号」木ノ芽信号場設置の電話で停止信号の状況を駅に確認するため、信号機の11m手前まで列車を進め､その場で待機。運転士、通話にて「きたぐに号」の火災を確認 |
| 01:34    | 「きたぐに号」2号車・食堂車（3号車）間の第一次切り離し作業完了。指導機関士、機関士からの無線連絡により前部車両11両を数ｍ前進 |
| 01:39    | 機関士、機関車運転室を電話設備付近に横付けするため、前部車両11両をさらに70数ｍ前進 |
| 01:39    | 前部車両が動きだしたため、食堂車（3号車）・4号車間の切り離し作業（第2次切り離し作業）の準備が中断 |
| 01:39    | 後部車両4両（1号車・2号車および郵便車・荷物車）の乗客乗員を車両から降ろし､敦賀口へ徒歩で誘導 |
| 01:40    | 機関士と機関助士によって4号車・5号車間の切り離し作業開始（第3次切り離し作業） |
| 01:41    | 国鉄災害対策本部設置 |
| 01:50    | 第3次切り離し作業終了 |
| 01:51    | 国鉄、敦賀美方消防組合へ火災通報。同消防組合、ポンプ車2台からなる2個分隊を敦賀口へ出動（01:52）。非番消防隊員の招集開始 |
| 01:52    | 指導機関士が前部車両9両を前進させようとしたところ、敦賀変電所の高速度遮断器が作動し、敦賀・湯尾間（下り線）の送電停止。列車走行が不能になる |
| 01:55    | 送電再開を要請していた指導機関士からの電話連絡が途絶える |
| 02:00    | 敦賀美方消防組合本部の2個分隊が敦賀口に到着。国鉄関係者が不在のため､至急坑口に赴くよう要請 |
| 02:01    | 木ノ芽信号場の信号機が切り替わり「進行（青）」を現示。「立山3号」は徐行にて出発 |
| 02:03    | 「立山3号」停止位置から300m進んだところで運転士が避難してきた乗客を発見して列車を停止。救助のためドアを開放する |
| 02:05    | 敦賀美方消防、トンネル侵入のため国鉄に対し電動車の出動を要請したが､国鉄関係者の現場到着まで対応は保留となる |
| 02:07    | 武生駅から火災報知専用電話により南越消防組合へ火災通報。今庄駅へポンプ車2台出動 |
| 02:10    | 金沢鉄道管理局「事故・復旧対策本部」を設置 |
| 02:30    | 国鉄関係者3名および消防隊員（消防長および警防課長）合計5名は、葉原斜坑入口に車で到着。同斜坑からトンネル内に進入し内部探索を実施 |
| 02:33    | 「立山3号」煙の影響が自車に及んできたことから225名で救助を打ち切り、逆走で今庄駅へ向かう |
| 02:37    | 敦賀駅から国鉄職員7名を乗せた救援列車（客車4両､以下「敦賀口・第×次救援列車」と記す）が北陸トンネルへ向かう |
| 02:42    | 敦賀口・第1次救援列車、トンネル入口で一旦停止。消防隊員18名を乗せてトンネル内に進入開始（02:43） |
| 03:00    | 福井県警、県警本部と現地に「北陸トンネル内列車火災事故警備対策本部」を設置 |
| 03:05    | 「立山3号」今庄駅に到着。20名の重傷者を今庄駅で降ろし救急車へ移送。その後に残りの軽症者を逆走で武生駅まで搬送 |
| 03:10    | 敦賀口・第1次救援列車、敦賀口から4.74km付近に到着 |
| 03:19    | 樫原斜坑から消防隊員4名トンネル内に侵入。敦賀口・第1次救援列車へ乗客らを誘導 |
| 03:20    | 敦賀口・第1次救援列車に「きたぐに号」専務車掌が近寄り「乗客は避難誘導した。我々が最後だ」と報告 |
| 03:30    | 敦賀口・第1次救援列車､退避してきた約70名の乗客乗員を救出してトンネルを脱出。途中の斜坑2か所で停車するも避難者は誰も乗車せず。同時に2565貨物列車を牽引してトンネル内から引き出す                                                                                 |
| 03:31    | 「立山3号」武生駅に到着。165名の負傷者を降ろし､救急車やタクシーなどで病院へ搬送 |
| 04:03    | 敦賀口・第1次救援列車､敦賀口の外で一旦停止し、重傷者20名を救急車に移送 |
| 04:10    | 今庄駅に救援列車（無蓋車11両､以下「今庄口・第×次救援列車と記す」）が到着。国鉄関係者、消防隊員、今庄町役場職員､合計約100名を乗せてトンネル内救出に向かう。先着の消防隊員5名も合流。05:00に今庄口から6kmの地点まで進入したが、煙の影響によりそれ以上の進入を断念 |
| 04:26    | 敦賀口・第1次救援列車､敦賀駅に戻り､避難者を駅建物に収容 |
| 04:30    | 敦賀駅から国鉄の災害対策本部へ「後部車両の乗客乗員はすべて救出した」と連絡が入る。対策本部は「前部車両は今庄駅へ向かったというが、まだ到着していない」との情報を発信                                                                                            |
| 05:22    | 敦賀駅から電動車（モーターカー）でトンネル内の前部車両（3号車から13号車・計11両）の状況確認に再度向かう |
| 05:30    | 国鉄・金沢鉄道管理局長、福井県知事に対し支援要請 |
| 05:35    | 敦賀駅からの電動車、敦賀坑口で一旦停止してからトンネル内に1kmほど進むも猛煙でそれ以上の進入は不可能と判断、敦賀駅へ引き返す（06:00） |
| 06:35    | 敦賀口・第2次救援列車（客車1両）、敦賀駅を出発。まだ相当数の乗客がトンネル内に取り残されているとの情報から、車両ごと押し出す算段をする |
| 07:21    | 今庄口・第1次救援列車､避難してくる乗客ら160名を収容して今庄駅へ引き返す。負傷者153名を武生市内および鯖江市内の病院へ搬送 |
| 08:00    | 福井県、県庁に「北陸トンネル事故対策本部」を設置。中川平太夫福井県知事、陸上自衛隊第322地区施設隊に対し災害派遣出動要請 |
| 08:10    | 今庄口・第2次救援列車（無蓋車11両）、今庄駅を出発。煙の噴出が激しいためトンネル内に進入できずに今庄口で待機 |
| 08:30    | 佐々木秀世運輸大臣、敦賀駅を訪れ現地視察 |
| 08:42    | 敦賀口・第2次救援列車、後部車両4両を牽引して敦賀口へ戻り、15名の重傷者を救急車に移送。その後に敦賀駅へ戻り負傷者104名を病院へ搬送 |
| 08:50    | 敦賀口・第3次救援列車（客車4両）、敦賀口からトンネル内に進入（現場到着09:10） |
| 09:00    | 今庄口から酸素ボンベを装着した救援隊10名がトンネル内へ徒歩で進入。今庄口で165人を収容 |
| 09:15    | 中川知事、陸上自衛隊第14普通科連隊に対し、両坑口に各100名ずつ計200名の隊員に支援を要請 |
| 09:30    | 食堂車火災鎮火（消火活動によるものではなく自然鎮火） |
| 10:36    | 敦賀口・第3次救援列車（客車4両）、死者12名、負傷者8名を収容して敦賀駅へ戻る |
| 10:21    | 今庄口・第2次救援列車､今庄口から火災現場まで進入開始 |
| 10:30    | 福井県消防防災課、国鉄の要請により毛布300枚、担架7基、酸素ボンベ45本を今庄側現地本部へ輸送 |
| 10:48    | 敦賀口・第4次救援列車（客車1両）、敦賀駅を発車 |
| 11:03    | 今庄口・第2次救援列車､火災現場に到着。機関車および前部車両9両を牽引して今庄駅へ向かう（11：50） |
| 11:38    | 敦賀口・第4次救援列車、火災現場に到着。火災車両2両を牽引して敦賀駅へ向かう。救助者なし |
| 12:00    | 政府、運輸省内に「北陸トンネル事故対策本部」を設置､初会合を開く。運輸相、国鉄に対し特別監査を命令 |
| 12:13    | 敦賀口・第4次救援列車、敦賀駅に到着。その後に敦賀客貨車区で火災車両の現場検証を実施 |
| 12:38    | 今庄口・第2次救援列車､2名を救出し今庄駅に到着 |
| 15:30    | 磯崎叡国鉄総裁、敦賀設置の金沢鉄道管理局・事故対策本部で会見し陳謝する |
| 22:40    | 北陸トンネル内・下り線の送電再開。上下線で運転再開 |

## 原因

### 出火原因
出火原因と発火過程に関する捜査および調査は、福井県警を中心に行われた。出火場所と出火原因の特定は容易に判明したが、極めて短時間のうちに発火する現象には多くの謎があったことから、発火に至るまでの過程を解明するには専門家による科学的な調査および鑑定を必要とした。のちに福井地方裁判所に提出された「火災原因調査鑑定書」によって発火に至る過程が解明された。以下にその内容をまとめる。

#### 警察による出火原因捜査
北陸トンネル火災事故を捜査する福井県警・列車火災特別捜査本部（以下「特捜本部」と記す）は、名古屋高等検察庁、福井地方裁判所、日本国有鉄道・金沢鉄道管理局と合同で北陸トンネル内および火災事故車両の現場検証を行った。同時に乗務員や乗客に対する事情聴取も並行して実施された。
火災第一発見者の乗客や食堂車従業員の目撃証言により、当初から火元は3号車・食堂車喫煙室であると判明していた。消火作業にあたった乗務掛ら（車掌）の証言では「調理台付近の燃え方も激しかった」とのことから、食堂車調理室の「石炭レンジ」も火元として疑われたが、火災第一発見者らの証言内容と初期出火の場所が大きく食い違うことから早々に否定された。食堂車に対する現場検証では、喫煙室から食堂中間部までの燃え方が最も激しいと判明したことから、特捜本部は目撃証言と併せて判断し、食堂車喫煙室に設置された「コの字型ソファ下面」を火元と断定した。
出火原因としては、火元が喫煙室であることから「タバコの不始末」が第一に考えられ、次いで「暖房器具の故障」「漏電」が可能性として挙がった。「ブレーキの火花が引火」といった原因も当初は検討されていたが、台車付近には火災の痕跡がないことから捜査の初期段階で否定された。また最も疑わしい「タバコの不始末」については、敦賀駅停車中に「列車乗車人員報告票」を同駅員に手渡した乗務指導掛（車掌）が4号車から列車へ乗り込み、発車後に食堂車を通り抜けて1号車の車掌室へ戻ったが、その時に食堂車喫煙室に異常は何も認めなかった。その数分後に乗客が喫煙室で火の気と異臭を感じて専務車掌らに通報しており、タバコの火を火災原因とするには発火までの時間が短すぎ、「タバコ説」は後に除外された。
火災事故車両と同じく通常「きたぐに号」として運用されている食堂車「オシ17型」の同型別車両（宮原客車区所属）を用いて実況見分も行われ、科学警察研究所（科警研）警察庁技官の小松崎と石川によって出火原因の検証が進められた。小松崎技官の見解によれば「火災事故車両の食堂車喫煙室・電気暖房器具ニクロム線を接続する銅板から小さな裂け目（溶解痕）が見つかり、この部分から過熱が始まった可能性が高く、それ以外に出火原因につながる材料はない。裂け目（溶解痕）の要因は、接続不良か腐食が考えられる」としたことから、科警研は食堂車喫煙室ソファ下面設置の電気暖房器具発熱体の過熱を出火原因として有力視した。電気暖房器具の発熱体接続部の接続不良が火災原因とすれば、通常の点検では異常を発見できない可能性もあり、器具の取り付け時点（昭和37年）で既に異常が存在した可能性も考えられた。出火に至るまでの過程には依然として不明な点が多くあることから、火災事故車両の同型車に取りつけられた電気暖房器具を使ってさらなる原因究明、検証が進められた。

#### 火災原因調査鑑定書
北陸トンネル列車火災事故における業務上過失致死傷事件を審理する福井地方裁判所が取り調べた「火災原因調査鑑定書」は以下の3通である。
- 科学警察研究所（科警研）警察庁技官・小松崎鑑定人作成の「小松崎鑑定書（作成日不明）」
- 福井県警察本部刑事部鑑識課技術吏員・布施田鑑定人作成の「布施田鑑定書（1973年12月5日付）」
- 消防庁防災研究所研究室長・糸谷鑑定人作成の「糸谷鑑定書（1974年7月10日付）」

上記の各鑑定書の出火原因に関する結論を見ると、
- 「小松崎鑑定書」は、「糸谷鑑定書（後述）」と同じく電気暖房器具のリード線と車内配線間の接続端子部の接続不良を原因とした「漏電」により、床面が発火したことを実験を用いるなどして実証、検討したが、最終結論として出火原因を「不明」とし、断定を避けた[92]。
- 「布施田鑑定書」は、食堂車喫煙室設置の「コの字型ソファ」下に設置された電気暖房器の鉄製端子カバーと電極端子との瞬間的な接触により、極間短絡（ショート）を起こして暖房器具本体が異常発熱し、暖房器具の周辺にあった紙や布などのゴミが燃焼して木製の床板に燃え移り発火、と鑑定した[92]。
- 「糸谷鑑定書」は、食堂車喫煙室設置の「コの字型ソファ」下に設置された電気暖房器具の器具側リード線と車内配線との接続端子部における接続不良を原因とする異常発熱が起こり、電気配線が接触する床面で絶縁崩壊による漏電でグラファイト化現象（金原現象）が発生し、木製の床板が発火、と鑑定した[92]。

#### 裁判所が認定した事実
福井地方裁判所は、火災事故を起こした「きたぐに号」および「食堂車オシ17型」の火災前後の状況を以下のとおり認定した。
喫煙室の設備
火災事故を起こした急行「きたぐに号」の食堂車喫煙室（オシ17-2018）には、「コの字型ソファ」（横幅約2.1m、縦幅約1.02m、座面奥行0.5m）が設置されていた。左右両座席の座面下に蒸気暖房用放熱管が各1本ずつ計2本と、中央部座席の座面下に2回路で出力1キロワット（AC200V/5A）の電気暖房器1台（発熱体4本）がそれぞれ設置されていた。「コの字型ソファ」下の脚部は、鉄製の蹴込板で覆われ、同板の表面に長方形様（縦1cm、横4cm）の放熱用スリット（小穴）が一定のパターンで多数開けられていた。
ソファの前にはテーブル（縦31cm、横61cm、高さ60cm）1個が置かれていた。
暖房熱源の切り替え
「きたぐに号」食堂車の暖房設備の熱源には、電気式と蒸気式の2系統があり、直流電化区間を走行する場合は蒸気暖房を使用し、交流電化区間を走行する場合は電気暖房も併せて使用していた。北陸トンネル内を走行する直前の区間「大阪駅・田村駅間」については、同区間は直流電化区間につき蒸気暖房のみを使用し、田村駅以降は交流電化区間に切り替わるため同駅に停車中、電気暖房用のスイッチを投入する手筈になっていた。
蒸気と通電の状況
火災事故後の食堂車の現場検証では、食堂車の蒸気暖房用放熱管の蒸気流通弁は「開」となっており、蒸気は火災発生時に放熱管内を流通していた。食堂車の電気暖房器用の配電盤スイッチは、田村駅発車時点（6日・0時22分）で4個のうち3個が「入」、1個が「切」となっていたことが確認されており、火災後の食堂車の検証でも同スイッチは上記と同様の状態、3個「入」、1個「切」であったことが確認された。「3鑑定書」ともに火災発生時（北陸トンネル走行時）には食堂車の電気暖房器は「通電状態」にあったと結論付けており、上記の事実から、食堂車の電気暖房器は火災発生時に少なくとも1回路（出力500ワット）は確実に「通電状態」であった。

#### 追加鑑定
糸谷鑑定人の「糸谷鑑定書」は、「小松崎鑑定書」および「布施田鑑定書」が福井地裁に提出された後、両鑑定書の合理性を証明するために、両鑑定の結果を基に追加で行われた鑑定である。糸谷鑑定人は、押収された食堂車喫煙室の電気暖房器具について更なる追加鑑定を行った。糸谷鑑定人が同電気暖房器具を鑑定した結果、同暖房器具の顕著な被熱の痕跡として以下の現象を認めた。
1. 食堂車喫煙室・電気暖房器具の食堂側（列車進行方向側）仕切り壁側の暖房器具発熱体・鉄製支持台の熱変形が激しい。
2. 食堂側の電気暖房器具リード線・取り付け端子2個がいずれも溶けていた。
3. 発熱体（電気ヒーター）端子の絶縁マイカが一部で破損していた。
4. 食堂側のリード線支持碍子に挟まれていた電線被覆は原形を留めていたが、2号車側（列車進行方向逆側）の同材は灰化していた。
5. 食堂側の電気暖房器具リード線および車内配線などの焼けた配線に溶けた痕跡があった。

以上の追加鑑定の結果から、糸谷鑑定書では食堂車喫煙室・電気暖房器具の食堂側周辺の「床面」が短時間のうちに、摂氏1,100度以上の異常な高温になり、炎を出して燃焼したことを推定させるとした。当火災事故の火災初期における発火現象は、電気暖房器具本体や電線類からではなく「床面」で発生した漏電を原因とする発火現象以外にはありえない、と結論付けた。
糸谷鑑定人は、「布施田鑑定書」の短絡現象（ショート）による発火説について言及し、「もしも短絡現象による発火ならば、電気暖房器具の発熱体（ヒーター）そのものが高温にならなければ説明が付かず、実際の本件火災では最も高温となるはずの発熱体に熱変形が殆んど見られず、被熱が少ないはずの鉄製発熱体支持台に顕著な被熱の痕跡があることは、『布施田鑑定書』の鑑定結果と実際の状況が矛盾し、溶融点の高い物質（銅、マイカ）に生じている溶解痕跡の説明ができない」と指摘した。
「小松崎鑑定書」は、結論として出火原因を「不明」としたが、電気暖房器具のリード線と車内配線の接続不良からの出火の可能性を検討していることからすれば、糸谷鑑定書と大きな矛盾はなく、小松崎鑑定人らは糸谷鑑定書に対して「疑問を見出す余地がない」としていることからも、両鑑定書の結論は互いに矛盾しない。福井地方裁判所は「『3鑑定書』の鑑定結果をもってしても出火原因について依然として不明な部分は残るが、総合的に判断すれば想定できる出火原因の中でも『糸谷鑑定書』が本件火災の火災現象を最も合理的に説明できている」として糸谷鑑定人の供述も加味して発火に至るまでの過程を認定した（後述）。

#### 福井地裁が認定した発火に至るまでの過程
福井地裁認定の「糸谷鑑定書」が鑑定書で示した発火に至るまでの過程は以下のとおりである。
前段階
火災事故を起こした急行「きたぐに号」食堂車喫煙室の電気暖房器具は、1962年（昭和37年）に追加で設置された。食堂車喫煙室の「コの字型ソファ」下に電気暖房器具を設置する際、器具本体（長さ1.2m）の両端部2か所のみを床面に固定し、中央部は床面に固定しなかった。その影響で器具全体が列車の走行に伴う振動を受けやすい状態となっていて、器具側リード線と車内配線との接続部分にも常に振動が伝わっていた。
器具側リード線と車内配線の接続端子部分は、両電線（器具側リード線と車内配線）の両端子を接続する際にビスとナットだけを使用して締め付け、ワッシャーを使用していなかった。両電線接続端子部は、ビニールテープを巻いて保護していたが、締め付けにワッシャーを使用していなかったため、一旦緩みが生じ始めた場合には、列車の振動が加わる度に緩みが進みやすくなる状態だった。食堂側の両線接続端子部分は、まさに上記のような「端子の接続不良からの緩み」が生じていた状態だった。
発火
発火のおよそ50分前、北陸本線・田村駅停車中に食堂車喫煙室・電気暖房器への通電が始まり、両電線接続端子部の緩み（接触不良）から電気抵抗が増大して接続端子部の異常発熱が始まり、その温度は摂氏1,100度以上に達した。次第に両電線接続端子部分から両電線全体に発熱が伝わり、蒸気配管が両電線の近くを通っていたことから両電線は蒸気配管から摂氏60度の被熱も受けていた。さらには元からの電線被覆の劣化も相俟って両電線は溶融し、絶縁破壊を起こしていった。
両電線は、規程によれば床面から3cm以上離して配線しなければならなかったが、実際には規格外の部品によって床面に接触するように配線されており、両電線からの高温の被熱によって床板に貼られた塩化ビニール製シートの絶縁性が劣化して電導性を帯び始め、直径30センチメートルの範囲で床面に漏電回路が形成された。両電線からの高温の被熱は、床面に継続して伝わったことから木製の床材は炭化し、数アンペアの小電流による漏電でも発炎燃焼しやすい「グラファイト化現象（金原現象）」の状態となり、木製の床材が高温になったところでついに「コの字型ソファ」下の床面で発火が起こった。床面からの発火をきっかけに電気暖房器具の発熱体（ヒーター）と発熱体リード線用銅板との間にも電流が流れ始め、その周囲が摂氏1,100度以上の高温となったことで火災の急速な伸張を招きやすい状態となった。
延焼
ソファ下面床からの発炎燃焼が始まって間もなく、火災に気付いた乗客が車掌に通報し（1時8分ないし9分）、「きたぐに号」は北陸トンネル内で緊急停止した（1時13分）。乗務員らによって消火器および水で消火が試みられたが、火源がソファ下の鉄製蹴込板の内側および座面の下側だったため、消火剤と水は火源に殆ど届かず、消火活動の効果はほとんどなかった。火源が摂氏1,100度以上の高温であり、発火後もしばらくは電気暖房器具の電源回路は通電状態だったことに加え、床材が木製であり、またソファの素材が「可燃物かつ乾燥状態」であったことから喫煙室の火災は急激に伸張した。「旅客車難燃度分類」が6段階評価の下から2番目「B2（中級の下）」の非常に燃えやすい「オシ17型食堂車」で発生した火炎と猛煙は、可燃物総量「約2.8トン」を有する食堂部分に延焼し始め、ついにはフラッシュオーバーを起こし、食堂車全体を焼き尽くしていった。

### 副次的要因
北陸トンネルは着工時、国鉄の技術の粋を結集した交流長大トンネルであり、その安全性は極めて高いとされていた。
しかし開通から5年目の1967年（昭和42年）、敦賀消防署が国鉄に対し、北陸トンネルの火災時の対応について申し入れを行っていた。内容は北陸トンネルを通過する列車に救命補助具や呼吸器を備えることだった。ところが「電化トンネルで火災事故はあり得ない」とする国鉄の建前を守るために、国鉄はこれら消防からの要望や申し入れを一切封殺した。また、トンネル内の照明は普段消灯していただけではなく、一斉点灯させる回路が備わっておらず、火災発生時にも個々の回路（照明具680個に対しスイッチ500個）ごとにスイッチを入れていた。
これら設備面での不備が被害拡大の要因になったとされている。

### 本件以前の列車火災
本件事故の以前には、1967年（昭和42年）に東海道本線を走行していた急行「安芸」のマシ38形食堂車の石炭レンジの過熱による火災事故が発生していたが、深夜時間帯で食堂車は営業を終了していたことと、発火を確認した乗務員によって急遽緊急停車の措置がとられ、食堂車の両エンドにあった連結器をいずれも解放して他の客車と切り離したため、大惨事には至らなかったものの、食堂従業員2人が死亡した。
その2年後の1969年（昭和44年）にも、北陸トンネル内を通過中の寝台特急「日本海」のカニ21形電源車で列車火災が発生したが、この時は列車乗務員が「トンネル内での消火作業は不可能」と判断して列車をトンネルから脱出させ、消防と協力して速やかな消火作業を行った結果、死傷者を生じさせずに済んだ。当時は運転マニュアルでの火災時の取り扱いが本社レベルでは明文化されていなかった。
さらに2年後の1971年（昭和46年）10月には、山陽本線を走行していた急行「雲仙」のナハ10形客車（座席指定車）の洗面台から出火し、火元の車両を含む3両が焼失する事故が発生した。この時は屋外での火災だったが、逃げ遅れた乗客1人が煙に巻かれて窒息死したものの、この時点では車両に対して火事対策等は洗面所くず物入れの金属化など、軽微なものしか実施されていなかった。

## 裁判

### 刑事裁判
多数の乗客などに死傷者を発生させた責任を問われ、火災事故を起こした「きたぐに号」の運行に携わっていた機関士と専務車掌の2人が業務上過失致死傷罪で起訴された。2名の被告に対しては公判において、乗客からの火災通報を受けて北陸トンネル内で列車を緊急停止した際に消火作業を怠り、火災車両の切離しに固執したことで列車をトンネルから脱出させる機会を逸したことが被害を大きくしたなどといった起訴理由により、両名の業務上過失責任の有無が争点になり長期裁判となった。1980年11月25日に福井地方裁判所（裁判長裁判官　宮本増）で下された判決では、事故当時に乗務員のとった行為は「規程を遵守し最善を尽くした」とされ、また車両の切り離し作業におけるブレーキ管のホースの切り離し等、機関士にとって不慣れな作業による遅れは「許される範囲」として機関士と専務車掌に無罪判決が下された。控訴期限までに検察が控訴しなかったことから、両名の無罪が確定した。その一方で、前述の寝台特急日本海火災事故後も運転マニュアルを改訂せず放置し、消防からの申し入れも無視し続けた国鉄幹部の責任が追及されることはなかった。急行きたぐに北陸トンネル火災事故後、国鉄はトンネル火災実験で、トンネル脱出消火が適切という「結論」を出してマニュアルを制定した。

## 事故後の対策
この事故を教訓に、地下鉄や長大トンネルを走る車両の難燃化・不燃化の基準が改訂され、車両の火事対策が進められた。
車両の構造上においての主な対策としては、
- 内装材をアルミ化粧板に取り替え
- ガラスの破損による隣の車両への延焼防止のため、貫通扉の窓ガラスを網入りガラスに取り替え
- 隣の車両への延焼防止のため、貫通幌の難燃材料化
- 寝台車と寝台列車に連結する食堂車の難燃化
- 車内放送設備の整備と車内の非常ブザーなどの使用制限を明示するためのステッカー貼付
- 車両に消火器を備え付け、もしくは増備
- 寝台車に煙感知器の取り付けと非常用携帯電灯およびメガホンを備え付け
- 床下にディーゼルエンジンを積んだ寝台車への自動消火装置の取付け

などがある。
従来、長大トンネル内の列車火災時にどのような措置をするのかは明確でなかったが、この事故の教訓から延長5km以上のトンネル（在来線13、新幹線7の計20箇所：当時）を長大トンネルと指定し、次の緊急対策を実施している。
- 乗務員用無線の難聴対策、沿線電話機の改良、照明設備の改良、消火器の整備など
- 長大トンネル付近にディーゼル機関車またはモーターカーの配置
- 救援体制、火災発生時のマニュアル見直し、特にトンネル内の火災の場合トンネル内で停車しない[58]など。

また、列車回数の多い準長大トンネルについても、情報連絡設備、避難誘導設備、照明設備などの整備を行うこととなり、ほかにも乗務員用無線の難聴対策、沿線電話機の改良等長大トンネルと同等の対策が実施された。一例として関門トンネルでは、「長大トンネル」でこそなかったが列車回数が多くかつ海底トンネルであることを鑑み対策実施の対象となり、消火設備・避難誘導設備・電話機の設置などが行われた。
本件事故を重く見た国鉄は、外部より学識経験者も招聘して「鉄道火災対策技術委員会」を設置、1972年12月の大船工場での定置車両燃焼実験や翌1973年8月の狩勝実験線における走行車両燃焼実験を経て、1974年（昭和49年）10月に宮古線（現・三陸鉄道リアス線）の猿峠トンネルにおいてトンネル内走行中の車両を使用した燃焼実験を世界で初めて実施し、その結果からこれまでの「いかなる場合でも直ちに停車する」よりも「トンネル内火災時には停止せず、火災車両の貫通扉・窓・通風器をすべて閉じた上でそのまま走行し、トンネルを脱出する」ほうが安全であることが証明されたため、運転規程を改めた。トンネル内のほか、橋梁上や高架橋上でも停止しないことになった。あわせて北陸トンネルのような長大トンネルであっても、トンネルを脱出するまで延焼を食い止められるよう、上述のような難燃化工事が進められていった。
教訓が活かされた例として、JR移行後の1988年（昭和63年）3月30日、気動車（サロンエクスプレスアルカディア）が越後中里駅-岩原スキー場前駅間で火災を起こした際に、トンネルの多い長い区間だったためトンネルを出て緊急停止したサロンエクスプレスアルカディア火災事故の事例などがある。
本事故の当時、事故車と同形のオシ17形は他に6両が在籍していたが、本事故の翌日には急遽すべての運用（当時、「きたぐに」のほかには上野 - 青森間の急行「十和田」1往復のみで使用）から外された。裁判の証拠物件として保全命令が出され、車籍が残された被災車両の2018号車（1981年廃車）を除いて、1974年までに全車が廃車あるいは教習車両への改造で消滅した。このほか2051が裁判の実地検分用として1980年頃まで金沢運転所に保管されていた。
本事故が発生する以前から、夜行急行列車の食堂車はすでに縮小が進められていたが、オシ17形の全廃によって夜行急行列車から食堂車が消滅することになった。

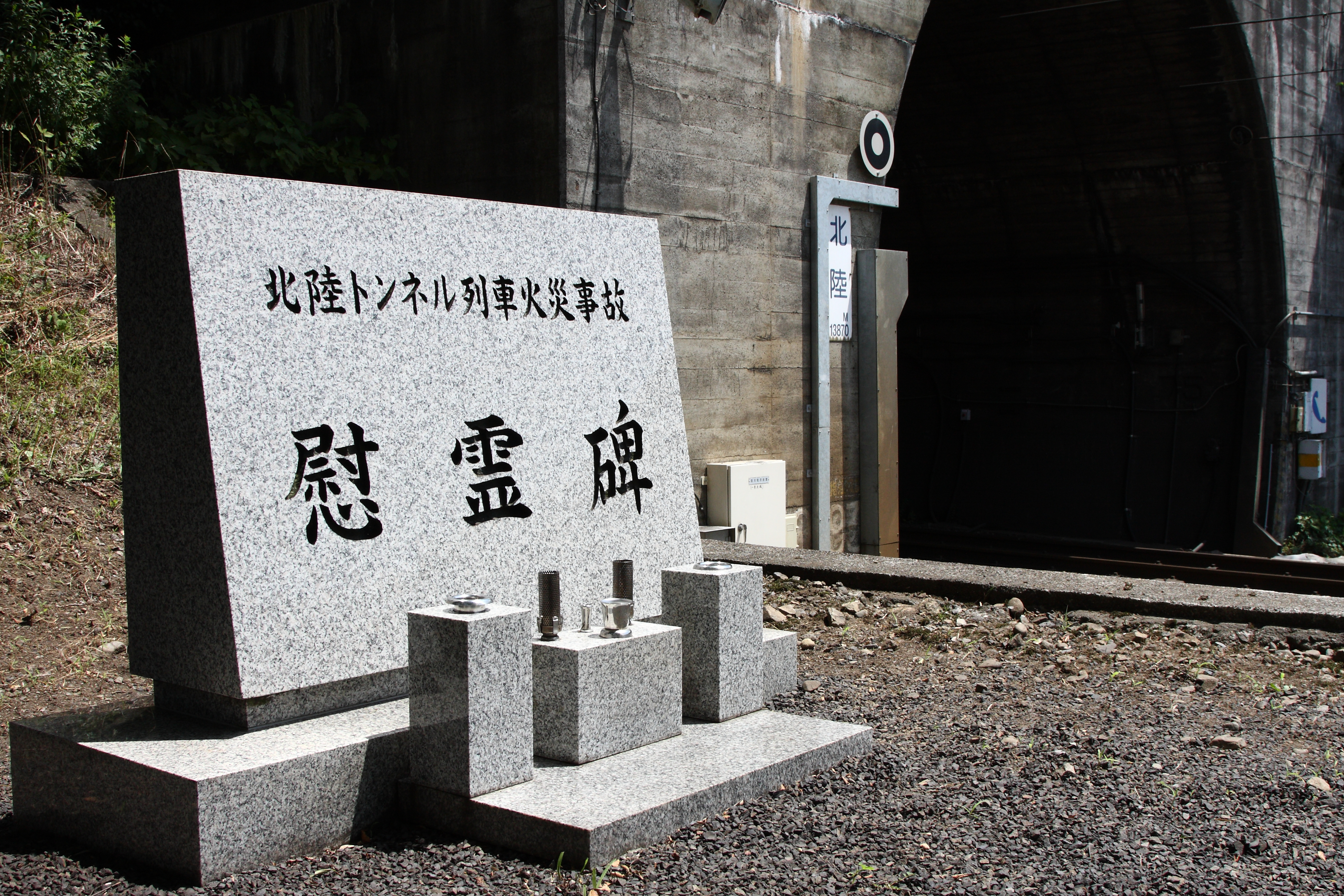
敦賀側に建てられている慰霊碑。裏には「昭和四十七年十一月六日午前一時過ぎ敦賀駅を発車し北陸トンネルにさしかかった下り急行きたぐに号から出火した列車火災は三十柱の方々の尊い生命を奪うに至りました　以来この地に慰霊碑を建て物故者の霊をお祀りしてまいりましたが月日の流れに伴う損傷も著しいため新たに改建するにいたりました　改めてお亡くなりになられた方々の御冥福を念願いたします　平成十九年三月　西日本旅客鉄道株式会社金沢支社」と刻まれている。

火災発生の原因となった電気暖房配線のショートは、電気暖房を使用する限り、どの車両でも起こりうる事態であり、オシ17形だけが特別な危険性を有しているというわけではなかったが、10系客車は軽量化のために新建材の合板やプラスチックの内装を多用しており、それが有毒ガスの発生を招いて人的被害を拡大することの一因になった。
さらに長大トンネルでは、この事故までトンネル壁部に取り付けられていた照明は、国鉄労働組合（国労）・国鉄動力車労働組合（動労）などの「乗務員の視界を妨げる」といった主張で平常時は消灯されていたが、この事故を契機に非常時に問題ありということで、常時点灯させるようになった。
新型寝台車両として1971年から製造が開始されていた分散電源方式の14系客車も、床下にディーゼルエンジンを設けていることが安全上問題だとして、一時製造を中止した上で集中電源方式の24系の製造に切り替えた。後に分割が容易というメリットにより、防火安全対策を施した14系（15形）の製造を1978年から開始し、既存の14系（14形）にも自動消火装置の取付等14系（15形）と同等の火災対策が施されている。
「きたぐに」やその他の夜行急行列車に使用されていた旧型客車のうち、座席車については、10系やスハ43系等在来の客車が老朽化したこともあって、1973年から難燃性を高めた12系への代替が進められたが、当時の国鉄の内部事情などのため、完了したのは1982年11月の上越新幹線開業に伴うダイヤ改正時であった。寝台車に関しては、「きたぐに」では代替できる車両がないことから継続使用されたが、大部分の他の列車では20系1000番台・2000番台に順次取り替えられた。これらも急行は1983年（昭和58年）までに座席車や20系改造車共々14系客車へ置き換えられ、長距離普通列車での運用も1985年（昭和60年）に全廃された。なお「きたぐに」は同年から583系電車での運行に変更され、2013年（平成25年）の廃止まで運転された。

## その他
井村屋グループの初の女性社長である中島伸子は、19歳の時に本事故に遭い半年間入院した。火災発生時に3人の子を連れた母親から「この子だけでも逃がして」と5歳の子を託され、その手を取り炎の中を逃げたが、意識を失い、目覚めた避難先でその母子は4人とも亡くなったと聞かされた。自身も煙で喉を痛め、夢だった教師への道を閉ざされたが「亡くなった人の分もしっかり生きて働いて、社会に恩返ししなさい」という父の言葉が支えとなり、井村屋の福井営業所の経理事務アルバイトから正社員、役員へと出世し、2019年に代表取締役社長に就任した。